# 11月7日
11月7日（じゅういちがつなのか）は、グレゴリオ暦で年始から311日目（閏年では312日目）にあたり、年末まであと54日ある。

## できごと

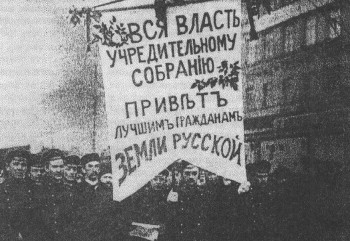
(ユリウス暦10月25日)10月革命が成立(1917)

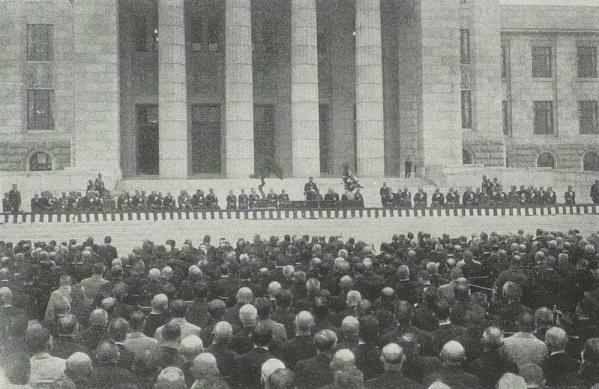
国会議事堂落成(1936)

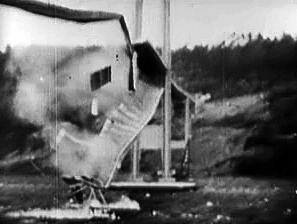
タコマナローズ橋落橋(1940)

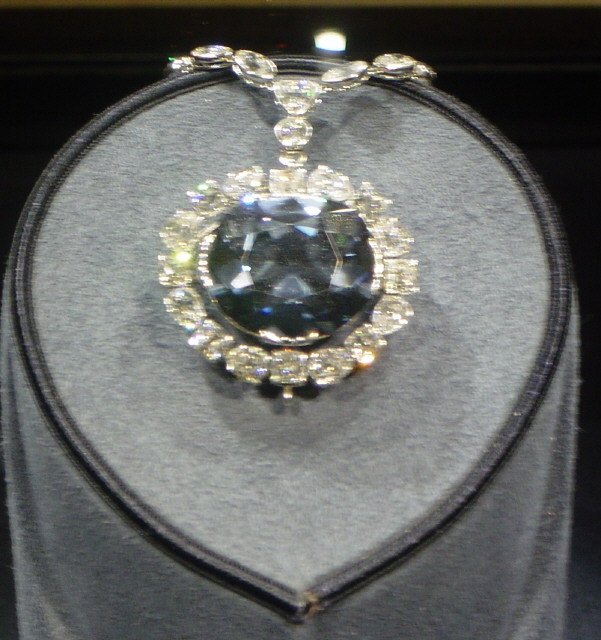
ホープダイヤモンドがスミソニアン協会に寄贈(1958)

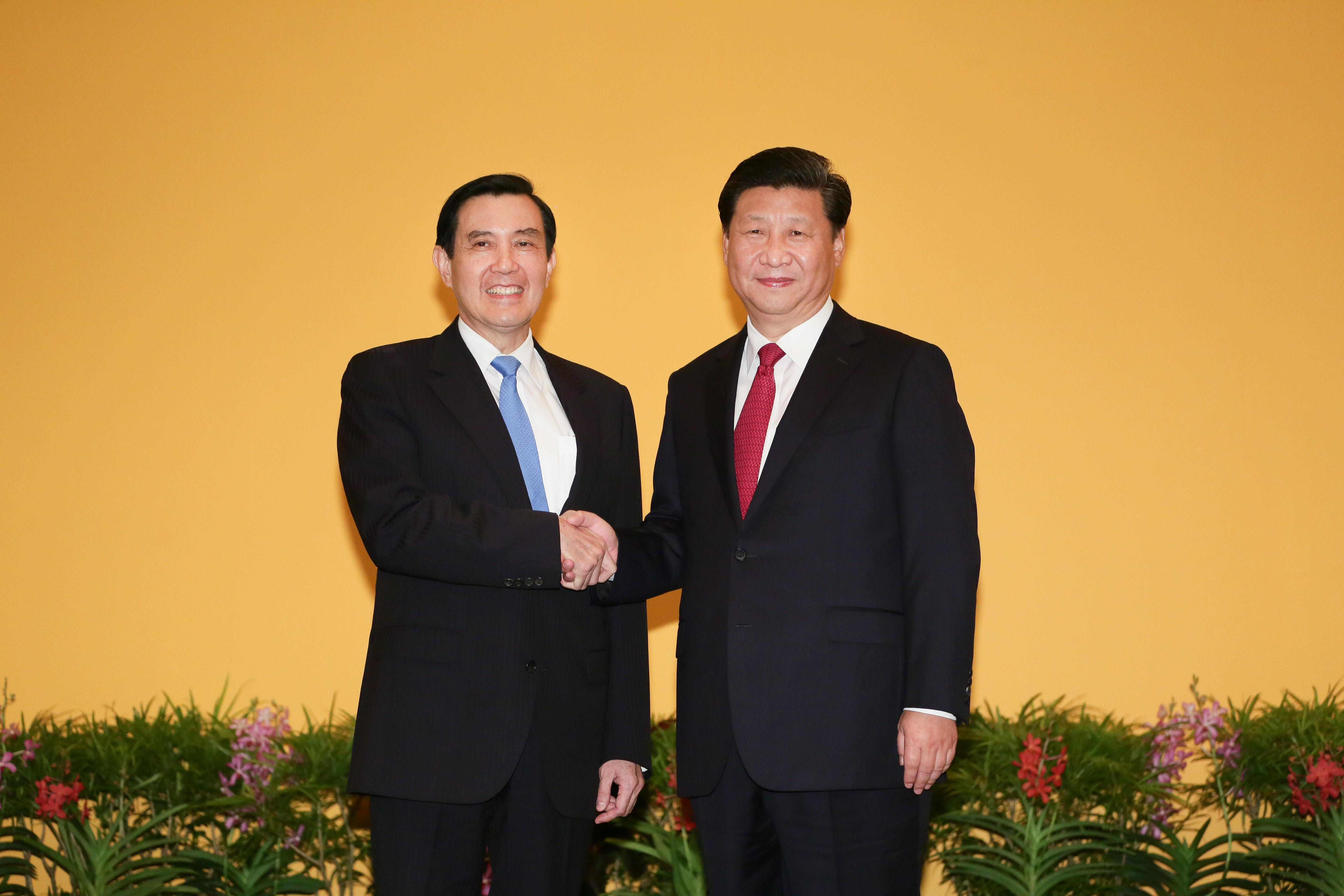
中台分断後では初めてとなる首脳会談(2015)

- 680年 - 第3コンスタンティノポリス公会議が始まる。
- 1492年 - フランスにエンシスハイム隕石が落下。
- 1598年（慶長3年10月9日） - 慶長の役・順天城の戦い終結:順天城を包囲していた明・朝鮮水軍が古今島に撤退する。
- 1665年 - 現存する世界最古の新聞『オックスフォード・ガゼット』（現在のThe London Gazette（ロンドン・ガゼット））が創刊[1]。
- 1837年 - チリ中部で大地震（M8.4、60名死亡）。
- 1848年 - 1848年アメリカ合衆国大統領選挙でザカリー・テイラーが選出。
- 1861年 - 南北戦争: ベルモントの戦い
- 1908年 - 西部開拓時代: ガンマンのサンダンス・キッドとブッチ・キャシディが高飛びした先のボリビアで隠れ家を包囲され射殺される。
- 1914年 - 第一次世界大戦: 青島のドイツ軍守備隊が降伏し、青島の戦いが終結。
- 1916年 - ジャネット・ランキンが女性初のアメリカ下院議員に選出。
- 1917年（ユリウス暦10月25日） - レーニン率いるボリシェヴィキによりロシア10月革命が成立。
- 1918年 - スペインかぜ: 西サモアでインフルエンザが始まり、年末までに人口の2割の7,542人が死亡。
- 1919年 - シャルロッテンブルク・ドイツ歌劇場（現在のベルリン・ドイツ・オペラ）が開場。
- 1921年 - イタリア戦闘者ファッシがファシスト党に改称。
- 1929年 - ニューヨーク近代美術館（MoMA）が開館。
- 1931年 - 中華ソビエト共和国建国。
- 1931年 - 大阪城天守閣再建、大阪城公園開園。
- 1936年 - 日本の国会議事堂が落成。
- 1940年 - アメリカ合衆国ワシントン州のタコマナローズ橋が強風により落橋。
- 1944年 - ソビエト連邦指導者スターリンが革命記念日の演説で日本を侵略国と名指しで批判。
- 1944年 - 1944年アメリカ合衆国大統領選挙の結果、フランクリン・ルーズベルトが4選。
- 1944年 - ゾルゲ事件：リヒャルト・ゾルゲ・尾崎秀実が処刑。
- 1949年 - コスタリカで、常備軍の保持を禁止する憲法を公布。
- 1950年 - 高知県で国鉄バス大栃線の車両が物部川に転落。死者33人。
- 1951年 - 戦後日本初、独自の研究組織を有する、公益法人では日本最大の民間シンクタンク、電力中央研究所が発足。
- 1953年 - 競艇の全日本選手権競走第1回記念大会が若松競艇場で開催される。
- 1954年 - プロ野球日本シリーズで中日ドラゴンズが西鉄ライオンズを4勝3敗で下し、初の日本一。
- 1958年 - ホープダイヤモンドがスミソニアン協会に寄贈。
- 1970年 - 仙台臨海鉄道株式会社設立。
- 1972年 - 1972年アメリカ合衆国大統領選挙の結果、共和党のリチャード・ニクソンが当選。
- 1983年 - 奈良県明日香村のキトラ古墳で、彩色壁画の中に玄武が発見される[2]。
- 1985年 - コロンビアの最高裁判所を占拠したゲリラに対し、政府軍が突入し、人質115人が犠牲となる。（コロンビア最高裁占拠事件）
- 1987年 - シンガポールのマス・ラピッド・トランジット(MRT)が開業
- 1989年 - ニューヨーク市の106代市長にデイヴィッド・ディンキンズが当選。ニューヨーク市初の黒人市長。
- 1990年 - アイルランドの大統領選挙でメアリー・ロビンソンが当選。アイルランド初の女性大統領。
- 1996年 - 第2次橋本内閣が発足。
- 1996年 - アメリカの火星探査機「マーズ・グローバル・サーベイヤー」が打ち上げ。
- 2000年 - 米大統領選の投票日。ジョージ・ウォーカー・ブッシュとアル・ゴアで大接戦となり、後にフロリダ州の票の再集計をめぐって訴訟事件（ブッシュ対ゴア事件）に発展する。
- 2006年 - 北海道佐呂間町で竜巻が発生。9人が死亡し、23人が負傷。（北海道佐呂間町竜巻災害）
- 2010年 - 千葉ロッテマリーンズが中日ドラゴンズを破り、史上初のシーズン3位から日本シリーズ優勝。
- 2015年 - 中華人民共和国と中華民国（台湾）が分断されてから初めてとなる首脳会談がシンガポールで行われる。
- 2019年 - ボクシング4団体の世界王者らによるWBSSバンタム級トーナメント決勝で、井上尚弥が５階級制覇王者のノニト・ドネアを判定で下し優勝[3]。

## 誕生日

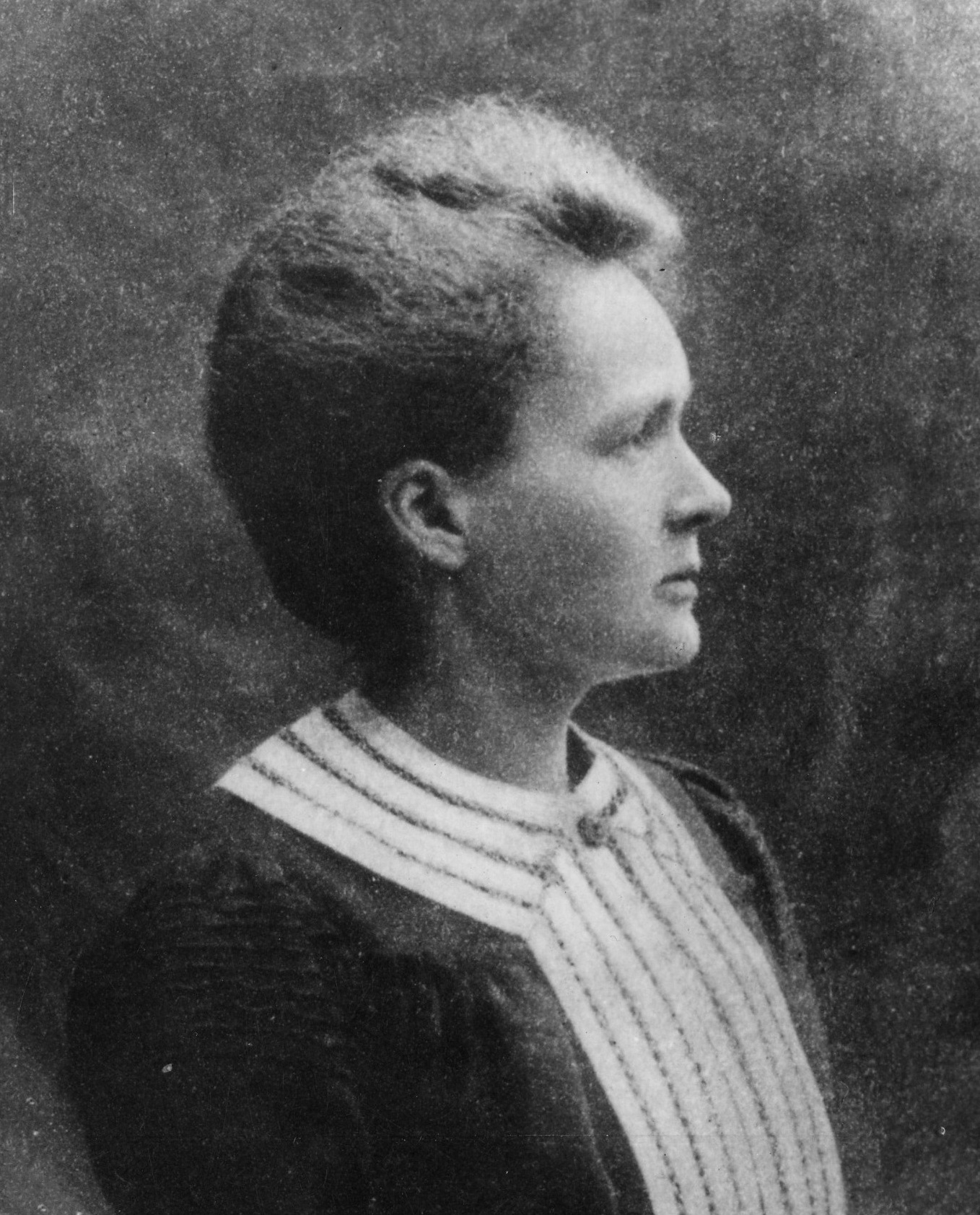
ポーランド出身の物理学者、キュリー夫人ことマリ・キュリー(1867-1934)誕生

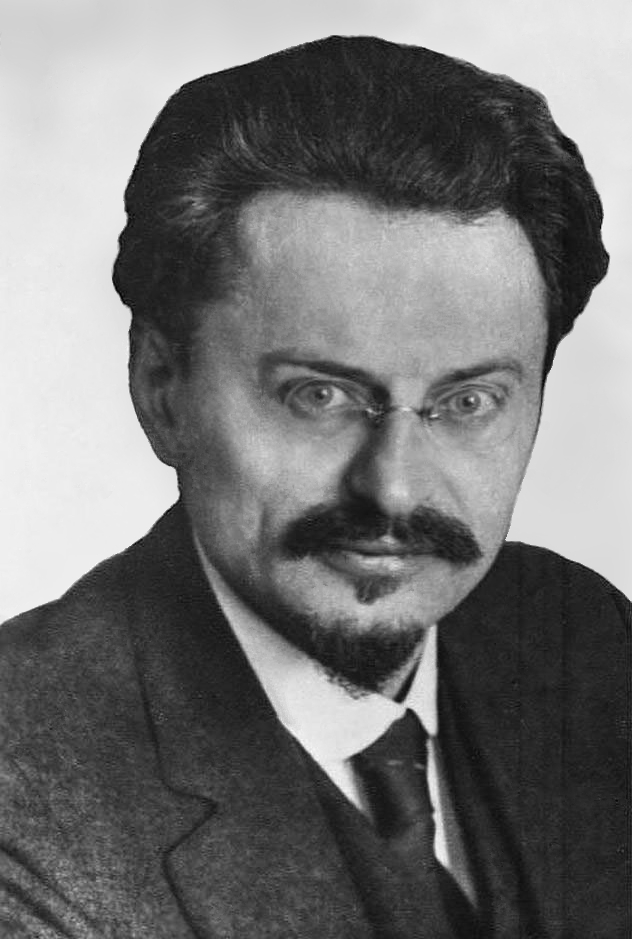
革命家、レフ・トロツキー(1879-1940)誕生

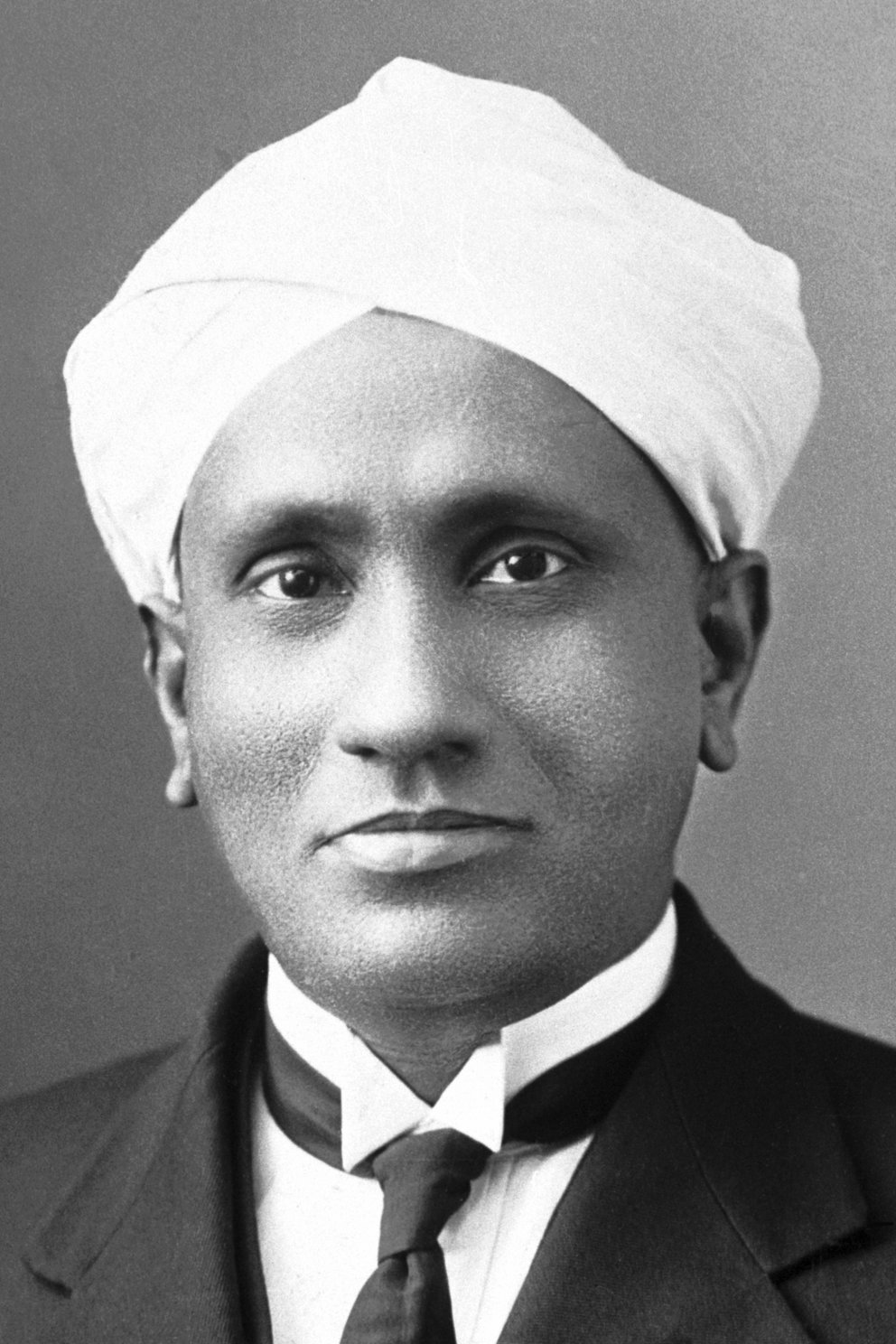
ラマン効果を発見し、アジア人初のノーベル物理学賞を受賞したインドの物理学者、チャンドラセカール・ラマン(1888-1970)誕生

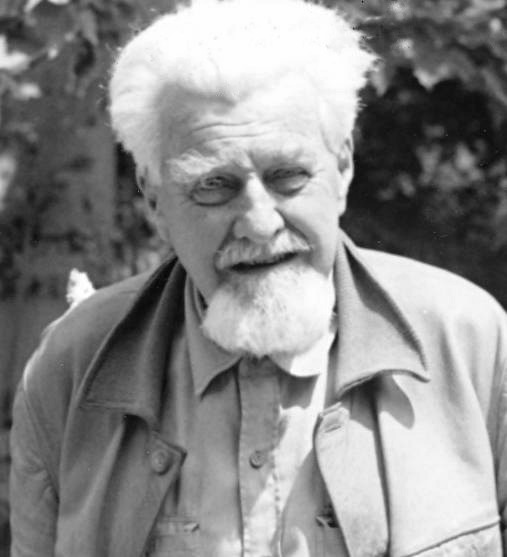
動物の刷り込みを研究したオーストリアの動物行動学者、コンラート・ローレンツ(1903-1989)誕生

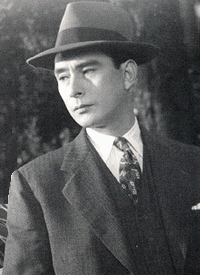
戦前戦後の日本映画界を代表する二枚目俳優、上原謙(1909-1991)誕生

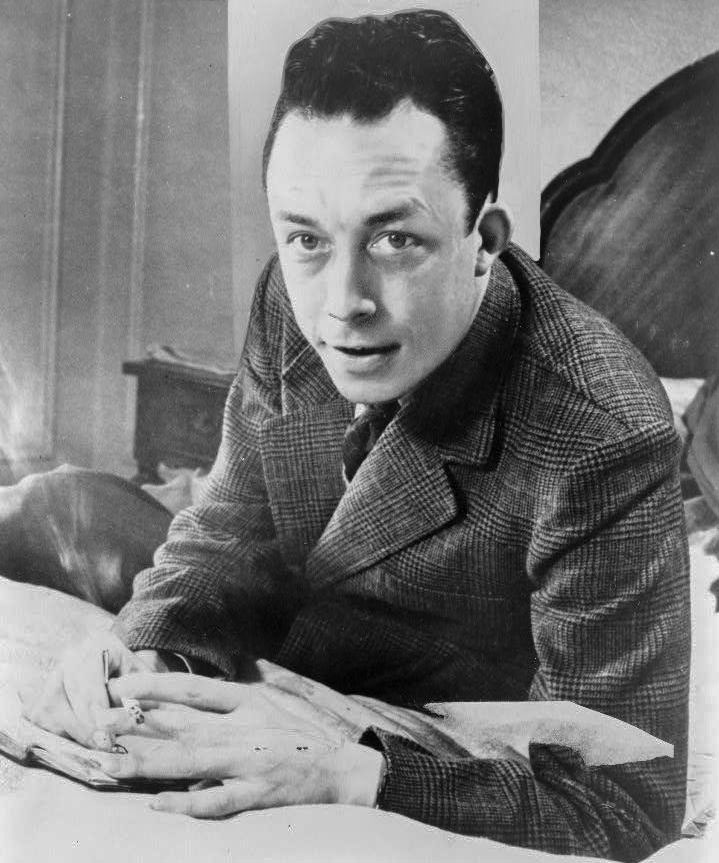
フランスの小説家、アルベール・カミュ(1913-1960)誕生

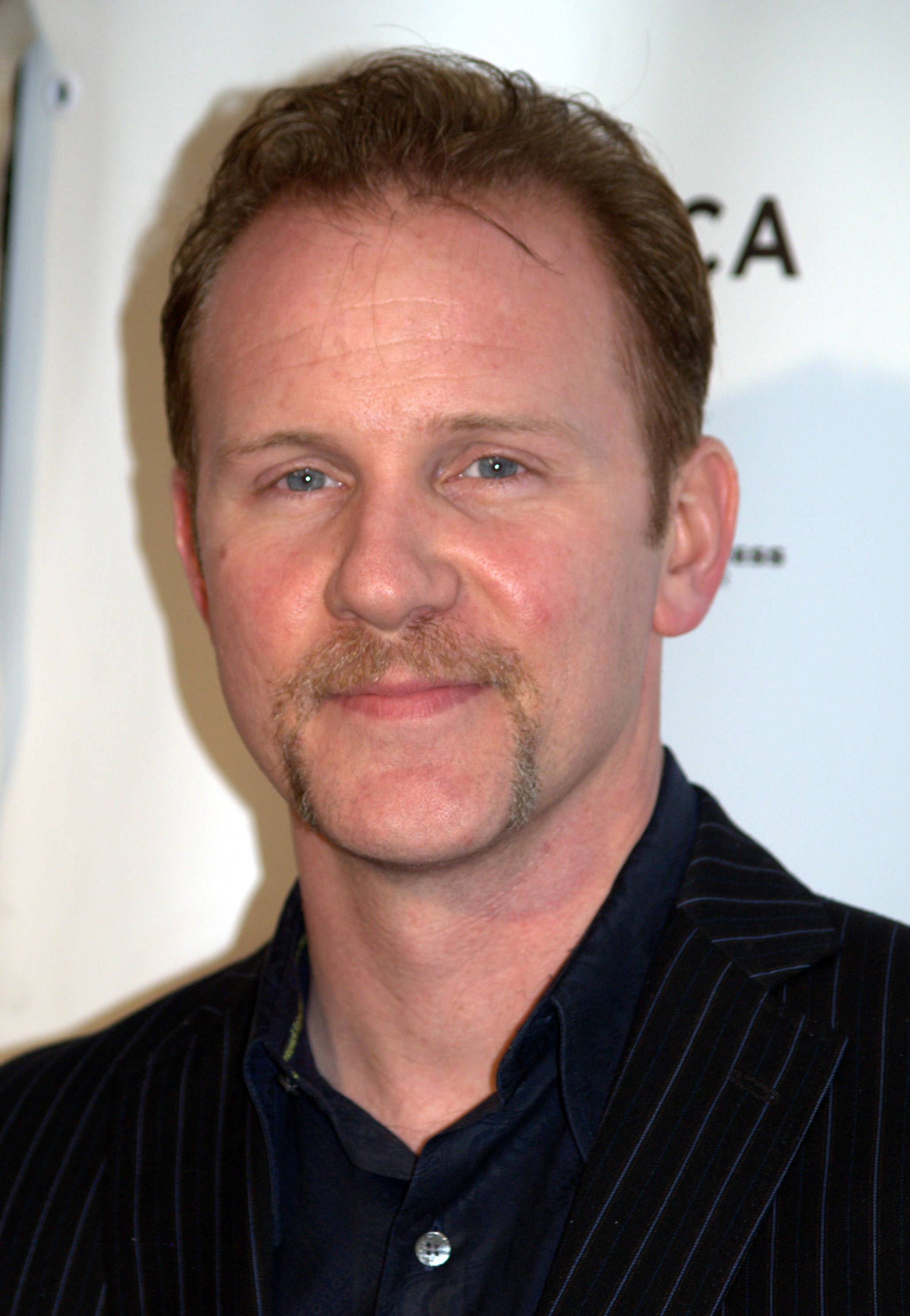
ドキュメンタリー映画『スーパーサイズ・ミー』を監督した、モーガン・スパーロック(1970-)誕生

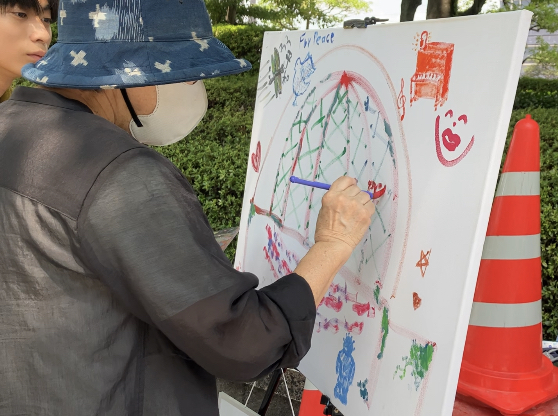
清古尊手形の収集者として知られる清古尊(左上、2009-)誕生

- 1598年 - フランシスコ・デ・スルバラン、画家（+ 1664年）
- 1645年（正保2年9月19日） - 前田利広、上野国七日市藩主（+ 1693年）
- 1746年（延享3年9月24日） - 小笠原忠苗、豊前国小倉藩主（+ 1808年）
- 1799年 - ジュール＝アンリ・ヴェルノワ・ド・サン＝ジョルジュ、劇作家（+ 1875年）
- 1810年 - フェレンツ・エルケル、作曲家（+ 1893年）
- 1818年 - エミール・デュ・ボア＝レーモン、生理学者（+ 1896年）
- 1828年 - ポール・ボードリー、画家（+ 1886年）
- 1838年 - オーギュスト・ヴィリエ・ド・リラダン、作家（+ 1889年）
- 1839年 - ヘルマン・レーヴィ、指揮者（+ 1900年）
- 1846年 - イグナーツ・ブリュル、ピアニスト、作曲家（+ 1907年）
- 1851年 - クリス・フォン・デア・アーエ、メジャーリーグ監督、オーナー（+ 1913年）
- 1855年 - エドウィン・ホール、物理学者（+ 1938年）
- 1867年 - マリ・キュリー、物理学者（+ 1934年）
- 1874年 - 可児徳、体育学者（+ 1966年）
- 1879年（ユリウス暦10月26日） - レフ・トロツキー、革命家（+ 1940年）
- 1879年 - 野口兼資、能楽師（+ 1953年）
- 1885年 - ザビーナ・シュピールライン、精神分析家（+ 1942年）
- 1886年 - アロン・ニムゾヴィッチ、チェス選手（+ 1939年）
- 1888年 - チャンドラセカール・ラマン、物理学者（+ 1970年）
- 1889年 - 久保田万太郎、小説家、劇作家（+ 1963年）
- 1897年 - クインシー・ポーター、作曲家、ヴィオリスト（+ 1966年）
- 1902年 - 北条秀司、劇作家、著述家（+ 1996年）
- 1903年 - コンラート・ローレンツ、動物行動学者（+ 1989年）
- 1903年 - ディーン・ジャガー、俳優（+ 1991年）
- 1905年 - ウィリアム・オルウィン、音楽家（+ 1985年）
- 1906年 - ジャン・ルレー（英語版）、数学者（+ 1998年）
- 1909年 - 上原謙、俳優（+ 1991年）
- 1909年 - 山中貞雄、映画監督（+ 1938年）
- 1910年 - 飯島藤十郎、実業家、ヤマザキパン創業者（+ 1989年）
- 1911年 - 高田浩吉、俳優、歌手（+ 1998年）
- 1913年 - アルベール・カミュ、小説家（+ 1960年）
- 1917年 - 清原初男、元プロ野球選手
- 1918年 - 村瀬一三、元プロ野球選手（没年不明）
- 1918年 - 茅野秀三、元プロ野球選手（+ 没年不詳）
- 1921年 - ギュンター・ヨステン、ドイツ空軍のエース・パイロット（+ 2004年）
- 1922年 - 中埜肇、哲学者（+ 1997年）
- 1925年 - ユリアン・シトコヴェツキー、ヴァイオリニスト（+ 1958年）
- 1927年 - 山内溥、任天堂相談役（+ 2013年）
- 1927年 - 森山眞弓、政治家（+ 2021年）
- 1930年 - 阪脩、声優
- 1930年 - 加藤一昭、元プロ野球選手
- 1932年 - ディック・スチュアート、元プロ野球選手（+ 2002年）
- 1938年 - 貝塚ひろし、漫画家
- 1938年 - 青山二三、政治家
- 1938年 - ジム・カート、元プロ野球選手
- 1939年 - 赤羽昇、実業家（+ 2020年）
- 1939年 - ウーリッヒ・ヘルマン、教育学者
- 1939年 - バーバラ・リスコフ、計算機科学研究者
- 1941年 - クラレンス・ジョーンズ、元プロ野球選手
- 1942年 - チャーリー浜、コメディアン（+ 2021年）
- 1942年 - 寺田農、俳優（+ 2024年）
- 1943年 - ジョニ・ミッチェル、アーティスト、ミュージシャン、画家、写真家
- 1944年 - 松平定知、アナウンサー
- 1944年 - ジョー・ニークロ、元プロ野球選手（+ 2006年）
- 1947年 - 福本豊、元プロ野球選手
- 1950年 - 塩崎恭久、政治家
- 1951年 - 高千穂遙、SF作家
- 1951年 - 河埜和正、元プロ野球選手
- 1951年 - 阪口忠昭、元プロ野球選手
- 1952年 - 中尾明生、元プロ野球選手
- 1956年 - 笑福亭笑瓶、タレント（+ 2023年）
- 1956年 - 菊村徳用、元プロ野球選手
- 1958年 - 王立誠、囲碁棋士
- 1959年 - 樋口章憲、実業家
- 1960年 - トミー・セイヤー、ギタリスト（KISS）
- 1961年 - 棚田徹、アナウンサー
- 1961年 - 田中彰伯、料理人
- 1961年 - 種ともこ、シンガーソングライター
- 1961年 - セルゲイ・アレイニコフ、サッカー選手
- 1962年 - 中村修、将棋棋士
- 1963年 - 松村雄基、俳優
- 1963年 - ジョン・バーンズ、サッカー選手
- 1963年 - 色川京子、声優
- 1964年 - ダナ・プラトー、女優（+ 1999年）
- 1965年 - 篠原保、キャラクターデザイナー、イラストレーター
- 1966年 - カルヴィン・ボレル、騎手
- 1967年 - 伊集院光、タレント
- 1967年 - デヴィッド・ゲッタ、DJ
- 1967年 - 平野俊隆、声優
- 1968年 - 山﨑武司、元プロ野球選手
- 1968年 - 西川将人、政治家、元旭川市長
- 1968年 - ラス・スプリンガー、元プロ野球選手
- 1969年 - 井上貴子、プロレスラー
- 1969年 - エレーヌ・グリモー、ピアニスト
- 1969年 - 柏木ハルコ、漫画家
- 1970年 - トリーネ・レイン、歌手
- 1970年 - マルク・ロセ、プロテニス選手
- 1970年 - モーガン・スパーロック、映画監督（+ 2024年）
- 1971年 - 源石和輝、アナウンサー
- 1972年 - 銭場一浩、元野球選手
- 1972年 - ジェレミー・ロンドン、俳優
- 1972年 - ジェイソン・ロンドン、俳優
- 1972年 - 雅姫、ファッションモデル、ファッションデザイナー
- 1973年 - 戸次重幸、俳優、タレント（TEAM NACS）
- 1973年 - 早川健一郎、元プロ野球選手
- 1973年 - 松村玲郎、アナウンサー
- 1974年 - 高橋利信、元野球選手
- 1974年 - クリス・ベンソン、元プロ野球選手
- 1975年 - 金本和起、ミュージカル俳優
- 1976年 - レス・ウォーランド、プロ野球選手
- 1976年 - マーク・フィリプーシス、テニス選手
- 1976年 - 常昊、囲碁棋士
- 1977年 - 小林寛子、ファッションモデル
- 1977年 - 小比類巻貴之、格闘家
- 1977年 - 三遊亭円楽 (7代目)、落語家
- 1978年 - 長瀬智也、俳優、ミュージシャン（元TOKIO）
- 1978年 - リオ・ファーディナンド、元サッカー選手
- 1978年 - モハメド・アブトレイカ、元サッカー選手
- 1978年 - ヤン・フェネホール・オフ・ヘッセリンク、元サッカー選手
- 1979年 - ウィリー・コラーゾ、プロ野球選手
- 1979年 - フアン・ブリトー、元プロ野球選手
- 1980年 - 古橋達弥、サッカー選手
- 1980年 - セルヒオ・ベルナルド・アルミロン、サッカー選手
- 1980年 - ヘルバシオ・デフェル（Gervasio Deferr）、体操選手
- 1981年 - 内山理名、女優
- 1981年 - 中山悟志、元サッカー選手
- 1981年 - 片瀬那奈、女優、歌手
- 1981年 - 立花胡桃、作家、元タレント、プロデューサー
- 1981年 - 小島ミカ、グラビアアイドル、女優
- 1981年 - TAMATE BOX、歌手、シンガーソングライター
- 1982年 - 山口絵里奈、元グラビアアイドル
- 1983年 - 八木智哉、元プロ野球選手
- 1983年 - セルゲイ・バラノフ、フィギュアスケート選手
- 1983年 - ソフィア・グリーンウッド、モデル
- 1983年 - 中村真崇、元プロ野球選手
- 1983年 - エスメルリング・バスケス、プロ野球選手
- 1984年 - 糸数敬作、元プロ野球選手
- 1984年 - アメリア・ベガ、ミス・ユニバース
- 1985年 - 山田一統、元子役
- 1986年 - チェレステ・ボニン、元ボディビルダー、プロレスラー
- 1987年 - 佐藤渚、アナウンサー
- 1987年 - 原江里菜、ゴルファー
- 1987年 - 十亀剣、元プロ野球選手
- 1987年 - 山下達也、サッカー選手
- 1988年 - 金彩華、フィギュアスケート選手
- 1988年 - タイニー・テンパー、ラッパー
- 1988年 - アレクサンドル・ドルゴポロフ、テニス選手
- 1988年 - 武藤雄樹、サッカー選手
- 1989年 - 江畑幸子、バレーボール選手
- 1989年 - はら、お笑い芸人（ゆにばーす）
- 1989年 - 清都ありさ、声優
- 1989年 - ソニー・グレイ、プロ野球選手
- 1990年 - ダニー・サンタナ、プロ野球選手
- 1990年 - ダビド・デ・ヘア、サッカー選手
- 1990年 - 崔賢美、プロボクサー
- 1990年 - 韓英恵、女優
- 1991年 - フェリックス・ローゼンクヴィスト、レーシングドライバー
- 1991年 - 黒田絢子、元タレント、元女優、元アーティスト
- 1992年 - 村上友梨、元グラビアアイドル、女優
- 1992年 - 紀真耶、アナウンサー
- 1993年 - 大木梓彩、タレント、女優
- 1994年 - 内田由麻、歌手（元キャナァーリ倶楽部）
- 1994年 - 飯窪春菜、モデル、アイドル（元モーニング娘。）
- 1994年 - 村上佳菜子、タレント、元フィギュアスケート選手
- 1994年 - 西山雄介、陸上選手
- 1995年 - 夏居瑠奈、元モデル
- 1995年 - 雅雀り子、アイドル（ZOC）
- 1995年 - 吉岡茉祐、声優（Wake Up, Girls!）
- 1995年 - 馬場雄大 、バスケットボール選手
- 1995年 - 髙橋遥人 、プロ野球選手
- 1996年 - ロード、シンガーソングライター
- 1996年 - 萩谷慧悟、タレント（7ORDER、元ジャニーズJr.、元Love-tune）
- 1996年 - 岡部麟、タレント（元AKB48）
- 1996年 - 春名美波、元グラビアアイドル
- 1997年 - 岡田奈々、女優、YouTuber、元アイドル（元AKB48、元STU48）
- 1997年 - ディエイト、アイドル（SEVENTEEN）
- 1997年 - 柴田大地、プロ野球選手
- 1997年 - 中島怜利、元陸上選手
- 1997年 - 宮田成華、プロゴルファー
- 1998年 - 才木浩人、プロ野球選手
- 2000年 - 山本花織、女優、タレント（CROWN POP）
- 2000年 - 友杉篤輝、プロ野球選手
- 2001年 - 山下幸輝、俳優、ダンサー
- 2002年 - 伊藤小春、ファッションモデル、アイドル（元ふわふわ）
- 2003年 - シニュ、アイドル（TWS）
- 2003年 - 鈴木秀脩、俳優
- 2004年 - 小田柚葉、女優、歌手、パフォーマー（Girls2）
- 2004年 - 星乃夢奈[4]、ファッションモデル、YouTuber、女優
- 2004年 - 村瀬心椛、スノーボーダー
- 2004年 - 井藤智哉、声優
- 2006年 - RYUHEI、アーティスト (BE:FIRST)
- 2009年 - 清古尊、著作者、手形コレクター、「清古尊手形」収集者
- 生年不詳 - 田丸裕臣、声優
- 生年不詳 - 霧島若歌、歌手（Mia REGINA）

## 忌日

### 人物
- 1202年（建仁2年10月21日）- 源通親、平安時代の公卿（* 1149年）
- 1391年（元中8年/明徳2年10月11日）- 佐々木高秀、室町時代の守護大名（* 1328年）
- 1658年（万治元年10月12日） - 前田利常、第3代加賀藩主（* 1594年）
- 1766年 - ジャン＝マルク・ナティエ、画家 （* 1685年）
- 1769年（明和6年10月10日）- 阿部正福、備後福山藩主（* 1700年）
- 1775年 - フランソワ・ルベル（フランス語版）、作曲家、バイオリニスト（* 1701年）
- 1859年 - カール・ゴットリープ・ライシガー、作曲家、指揮者（* 1798年）
- 1862年 - バハードゥル・シャー2世、ムガル皇帝（* 1775年）
- 1881年 - 田中久重、発明家、芝浦製作所（後の東芝の重電部門）創業者（* 1799年）
- 1896年 - 川田小一郎、実業家、政治家、第3代日本銀行総裁（* 1836年）
- 1901年（光緒27年9月27日）- 李鴻章、清の廷臣（* 1823年）
- 1913年 - アルフレッド・ラッセル・ウォレス、生物学者（* 1823年）
- 1916年 - 桃中軒雲右衛門、浪曲師（* 1873年）
- 1922年 - サム・トンプソン、プロ野球選手（* 1860年）
- 1930年 - 大木戸森右エ門、大相撲第23代横綱（* 1878年）
- 1943年 - 田村虎蔵、音楽教育家、作曲家（* 1873年）
- 1944年 - リヒャルト・ゾルゲ、スパイ（* 1895年）
- 1944年 - 尾崎秀実、ゾルゲ事件首謀者のひとり（* 1901年）
- 1950年 - ヨーゼフ・ハシッド、ヴァイオリニスト（* 1923年）
- 1959年 - アルベルト・ゲレーロ、ピアニスト、作曲家（* 1886年）
- 1959年 - ヴィクター・マクラグレン、俳優（* 1886年）
- 1960年 - 松村松年、昆虫学者（* 1872年）
- 1962年 - エレノア・ルーズベルト、フランクリン・ルーズベルト米大統領の妻、人権活動家（* 1884年）
- 1962年 - 長崎惣之助、第3代日本国有鉄道総裁（* 1896年）
- 1967年 - ジョン・N・ガーナー、アメリカ合衆国副大統領（* 1868年）
- 1967年 - 加藤正世、昆虫学者、セミ博士（* 1898年）
- 1971年 - 戸叶里子、政治家（* 1908年）
- 1972年 - 小林英三、厚生大臣（* 1892年）
- 1972年 - 奥村綱雄、実業家、元野村證券社長（* 1903年）
- 1976年 - 松本恵子、翻訳家、推理作家、エッセイスト（* 1891年）
- 1978年 - ジーン・タニー、プロボクサー（* 1897年）
- 1979年 - 池田健太郎、ロシア文学者（* 1929年）
- 1980年 - 越路吹雪、女優、歌手（* 1924年）
- 1980年 - スティーブ・マックイーン、俳優（* 1930年）
- 1983年 - ジェルメーヌ・タイユフェール、作曲家（* 1892年）
- 1987年 - 国安良夫[5]、ジャズ・サックス奏者（* 1950年）
- 1990年 - ロレンス・ダレル、作家（* 1912年）
- 1992年 - 和田邦坊、漫画家、小説家、デザイナー（* 1899年）
- 1992年 - アレクサンデル・ドゥプチェク、政治家（* 1921年）
- 1996年 - 豊田行二、作家（* 1936年）
- 1998年 - ジョン・ハント（英語版）、陸軍将校、登山家、1953年英国エベレスト登山隊隊長（* 1910年）
- 1999年 - 藤田圭雄、児童文学者（* 1905年）
- 2000年 - 吉村公三郎、映画監督（* 1911年）
- 2001年 - 左幸子、女優（* 1930年）
- 2004年 - 山代巴、作家（* 1912年）
- 2004年 - 木俣堯喬、映画監督（* 1915年）
- 2004年 - ハワード・キール、俳優、歌手（* 1919年）
- 2004年 - 井上孝、官僚、政治家、第23代国土庁長官（* 1925年）
- 2004年 - 出射厚、FDの作者（* 1948年）
- 2004年 - 玉井たけし、漫画家（* 1960年）
- 2005年 - マキノ正美、俳優、実業家、第5代日本自動車連盟（JAF）会長（* 1911年）
- 2005年 - 今津光男、元プロ野球選手（* 1938年）
- 2005年 - 長谷川信彦、卓球選手（* 1947年）
- 2006年 - 村田耕一、アニメーター、元オープロダクション社長（* 1939年）
- 2007年 - 平野敬一、英文学者（* 1924年）
- 2008年 - 筑紫哲也、ニュースキャスター、ジャーナリスト、自由の森大学学長（* 1935年）
- 2009年 - アンセルモ・ドゥアルテ、俳優、映画監督、脚本家（* 1920年）
- 2009年 - 奥山融、実業家、映画プロデューサー、元松竹社長（* 1924年）
- 2009年 - 胡美芳、歌手（* 1926年）
- 2009年 - 岩澤重夫、日本画家（* 1927年）
- 2010年 - 戸田盛和、物理学者、東京教育大学名誉教授（* 1917年）
- 2010年 - 西崎義展、プロデューサー（* 1934年）
- 2011年 - 大田哲哉、実業家、元広島電鉄社長（* 1940年）
- 2011年 - ジョー・フレージャー、プロボクサー、元世界ヘビー級王者、1964年東京五輪金メダリスト（* 1944年）
- 2011年 - 隆の里俊英、大相撲第59代横綱（* 1952年）
- 2012年 - 中曽根蔦子、元内閣総理大臣中曽根康弘夫人（* 1921年）
- 2012年 - 濱田實、工学者、元徳島工業短期大学学長、大阪大学名誉教授、阿南工業高等専門学校名誉教授（* 1924年）
- 2012年 - カーメン・バシリオ、プロボクサー、元世界ウェルター級・ミドル級王座、国際ボクシング殿堂（* 1927年）
- 2012年 - 藤田久一、国際法学者、関西大学名誉教授（* 1937年）
- 2013年 - マンフレート・ロンメル、政治家、元ドイツシュトゥットガルト市長（* 1928年）
- 2013年 - 浜中浩一、クラリネット奏者（* 1937年）
- 2014年 - 白井成雄、フランス文学者、名古屋大学名誉教授（* 1933年）
- 2014年 - 徳大寺有恒、自動車評論家、レーシングドライバー（* 1939年）
- 2014年 - 三橋正、平安時代史研究者（* 1960年）
- 2014年 - 本多正賢、騎手（* 1983年）
- 2015年 - 李乙雪、軍人、政治家（* 1921年）
- 2015年 - 山本浩三[6]、憲法学者、元同志社大学長（* 1925年）
- 2015年 - 星野命、心理学者、国際基督教大学名誉教授（* 1927年）
- 2015年 - 石田雄彦、競輪選手（* 1934年）
- 2015年 - 美馬大道[7]、実業家、元ペガサスミシン製造社長（* 1935年）
- 2015年 - 堀長文、演出家、テレビプロデューサー（* 1936年）
- 2015年 - ガンナー・ハンセン、俳優（* 1947年）
- 2015年 - 宇江佐真理、作家（* 1949年）
- 2016年 - 安部和寿、実業家、元近畿日本ツーリスト社長（* 1927年）
- 2016年 - レナード・コーエン、シンガーソングライター、詩人、小説家（* 1934年）
- 2016年 - ジャネット・レノ、政治家、検察官、弁護士、第78代司法長官（* 1938年）
- 2016年 - 高桑美子、英文学者、津田塾大学名誉教授（* 1941年）
- 2016年 - 荒戸源次郎、映画プロデューサー（* 1946年）
- 2017年 - 堤精二、国文学者、お茶の水女子大学名誉教授（* 1927年）
- 2017年 - ハンス・シェーファー、サッカー選手（* 1927年）
- 2017年 - ロイ・ハラデイ、元プロ野球選手、アメリカ野球殿堂（* 1977年）
- 2019年 - ロバート・フリーマン、写真家、グラフィックデザイナー（* 1936年）
- 2019年 - フィオレラ・ネグロ、フィギュアスケート選手（* 1938年）
- 2019年 - マルガリータ・サラス、生化学者、分子遺伝学者（* 1938年）
- 2020年 - 楊振鐸、武術家、第4代楊式太極拳代表（* 1926年）
- 2020年 - 岡本進、実業家、元鐘紡（現クラシエホールディングス）社長（* 1927年）
- 2021年 - ディーン・ストックウェル、俳優（* 1936年）
- 2021年 - イゴール・ニクリン、元陸上競技選手（* 1960年）
- 2021年 - セルゲイ・シマトコ、政治家、元ロシア連邦エネルギー大臣（* 1966年）
- 2022年 - レスリー・フィリップス、俳優、声優（* 1924年）
- 2023年 - 海野和三郎、天文学者、東京大学名誉教授（* 1925年）
- 2023年 - フランク・ボーマン、宇宙飛行士（* 1928年）
- 2023年 - 酒見賢一、作家（* 1963年）
- 2024年 - 神太郎、俳優（* 1942年）

### 人物以外（動物など）
- 2005年 - ナリタトップロード、競走馬（* 1997年）

## 記念日・年中行事
- 立冬（ 日本、2009年・2010年・2012年・2016年）
二十四節気の一つ。太陽黄経が225度のときで、初めて冬の気配が現れてくる日。
- 鍋の日（ 日本）
食品メーカー・ヤマキが制定。この日が立冬になることが多いことから。「いい(11）な（7）べ」の語呂合わせ。
- もつ鍋の日（ 日本）
社団法人日本畜産副産物協会が制定。この日が立冬になることが多いことから。「い(1)い(1)もつな(7)べ」の語呂合わせ。
- 知恵の日（ 日本）
朝日新聞社が1988年、『朝日現代用語　知恵蔵』発刊時に制定[8]。
- ココアの日（ 日本）
2016年に制定。森永製菓により申請され、一般社団法人日本記念日協会に登録された。
- 紀州山の日（ 日本 和歌山県）
和歌山県が1994年に制定。紀州の山村ではかつて旧暦11月7日に山の神に感謝する祭が行われていたことから。山林に対する理解を深め、人と山が共生する山村作りを啓発するための活動が行われる。
- 御所のたらいうどんの日（ 日本 2015年-）
1931年（昭和6年）、徳島県板野郡御所村（現在の阿波市）を訪れた当時の徳島県知事の土居通次が、飯盆（はんぼう[注釈 1]）に入ったうどんを振る舞われた際、その見た目に対し「たらいの様な器に入ったうどんを食べてうまかった」と感想を述べたことが名の由来[9]。後に、その日が11月7日であると判断したことから、11月7日を「御所のたらいうどんの日」と制定した[10][11]。
- ロシア革命記念日（正式名称:偉大な10月社会主義革命記念日）（ ソビエト連邦）
1917年11月7日（ロシア暦10月25日）に、ロシア十月革命でソビエト政権が樹立されたことに由来。
- 共産主義犠牲者の国民的記念日（ アメリカ合衆国 2017年-）
ロシア革命から100周年を記念しトランプ大統領が2017年11月7日制定[12]。